# Ехцелль
Ехцелль (нім. Echzell) — сільська громада в Німеччині, знаходиться в землі Гессен. Підпорядковується адміністративному округу Дармштадт. Входить до складу району Веттерау.
Площа — 37,61 км2. Населення становить 5798 ос. (станом на 31 грудня 2020).